# Lil Mama
Niatia Jessica Kirkland (4 d'octubre de 1989), més coneguda com a "Lil Mama", és una rapera nord-americana, cantant, compositora i ballarina recentment contractada sota la discogràfica Jive Records. Kirkland va néixer a Harlem i més tard es va traslladar a East New York de Brooklyn, Nova York, on va estudiar al Edward R. Murrow High School.

## Carrera
El 2006 va signar un contracte amb la discogràfica Jive Records. Lil Mama ha treballat amb productors com Cool & Dre, Scott Storch, The Runners i el Dr Luke. El juny de 2007 va llançar el seu primer single Lip Gloss. Aquest últim èxit va arribar al lloc 10 als EUA, Billboard Hot 100 i va ser nominat Monster Single de l'Any el 2007 per MTV Video Music Awards. Aquesta cançó va ser el #56 en la llista de Rolling Stone de les 100 millors Cançons de 2007.
El seu segon single G-SLI (Tour Bus) va ser llançat el setembre d'aquell mateix any, però no va aconseguir arribar a tenir l'èxit de Lip Gloss dels EUA 100. El single va ser un Top Ten hit arribant al lloc número #8 en Nova Zelanda, per RIANZ Singles Chart. Aquest és el seu primer single que va viatjar per tot el món. El single va ser presentat a la pel·lícula How She Move.
El febrer de 2008 va llançar el seu tercer single Shawty Get Loose amb T-Pain i Chris Brown.
El seu àlbum debut VYP (Voice of the Young People) va ser llançat a través de Jive Records el 29 abril del 2008. In Love amb Peter Toh va ser llançat el 2009 i va coincidir amb un vídeo musical.
Actualment és jutge de America's Best Dance Crew a MTV. La sèrie que es va estrenar 7 febrer 2008 es va emetre durant quatre temporades amb una cinquena temporada. Recentment s'ha anunciat altre cop pel novembre del 2009.

## Premis i nominacions
- BET Awards
  - 2009, Best female Hip-Hop Artist (Nominada)
  - 2008, Best female Hip-Hop Artist (Nominada)
- MTV Video Music Awards
  - 2007, Monster Single of the Year: "Lip Gloss" (Nominada)
- Teen Choice Awards
  - 2008, Choice Rap/Hip-Hop Track: "Shawty Get Loose" (Guanyadora)
  - 2008, Choice TV Personality: Randy Jackson's America's Next Best Dance Crew (Nominada)
  - 2007, Choice Rap Artist (Nominada)
  - 2007, Choice Summer Song: "Lip Gloss" (Guanyadora)
  - 2007, Choice Music Hookup: "Shawty Get Loose" (Nominada)
- MTV Asia Awards
  - 2008, Best Hook-up: "Girlfriend" - featured by Avril Lavigne (Nominada)